# ПФК „Левски“ (София) – Б отбор
Левски (София) II е името на дублиращия (втория, резервния) футболен отбор на ПФК „Левски“ София. Отборът ще се състезава в Югозападна Трета лига през сезон 2022/23. 
Съставът на отбора се състои от футболисти, играещи в Детско-юношеската школа на клуба, както и от футболисти, които не попадат в групите за мачовете на представителния отбор.

## Разширен състав
Към 4 юли 2022 г. отборът се състои от следните играчи:
| № | Пост   | Играч            |
| - | ------ | ---------------- |
| – | вратар | Едуард Бютюджи   |
| – | вратар | Ивайло Неделчев  |
| – | вратар | Йоан Загоров     |
| – | вратар | Николай Николаев |

| № | Пост         | Играч               |
| - | ------------ | ------------------- |
| – | защитник     | Атанас Килов        |
| – | защитник     | Георги Коричков     |
| – | защитник     | Денис Динев         |
| – | защитник     | Димитър Андонов     |
| – | защитник     | Марио Дадаков       |
| – | защитник     | Никола Църовски     |
| – | защитник     | Слави Чакъров       |
| – | полузащитник | Антоан Стоянов      |
| – | полузащитник | Асен Митков         |
| – | полузащитник | Мартин Тодорски     |
| – | полузащитник | Нейтън Олдър        |
| – | полузащитник | Али Айвазов         |
| – | полузащитник | Антон Иванов        |
| – | полузащитник | Борислав Рупанов    |
| – | полузащитник | Васил Василев       |
| – | полузащитник | Ивайло Марков       |
| – | полузащитник | Калоян Стрински     |
| – | полузащитник | Кристиан Красимиров |

## Треньорски щаб
- Йордан Петков – Старши треньор
- Симеон Ганчев – Помощник треньор
- Григор Гутев – Кондиционен треньор
- Пламен Нягин – Кондиционен треньор
- Божидар Митрев – Треньор на вратарите